# 瓜比
瓜比是哥倫比亞的城鎮，位於該國西南部，由考卡省負責管轄，始建於1772年，面積2,681平方公里，海拔高度4米，主要經濟活動有漁業、採礦業和農業，2016年人口29797。